# ولادیمیر فیودروف
ولادیمیر فیودروف (روسی: Влади́мир Анато́льевич Фёдоров؛ ۱۹ فوریهٔ ۱۹۳۹ – ۱۸ مهٔ ۲۰۲۱) بازیگر، فیزیک‌دان هسته‌ای، مجری تلویزیون، شاعر، نویسنده و نثرنویس اهل اتحاد جماهیر شوروی بود. او از شاگردان ایگور کورچاتوف است.
از فیلم‌هایی که وی در آن‌ها نقش داشته‌است، می‌توان به خانه احمق‌ها، سفرهای آقای کِـلِـکْسْ، کین-دزا-دزا! و دل سگ اشاره نمود.